# Lillsjön (Bergs socken, Jämtland)
Lillsjön är en sjö i Bergs kommun i Jämtland och ingår i Indalsälvens huvudavrinningsområde. Sjön har en area på 0,522 kvadratkilometer och ligger 426,2 meter över havet. Sjön avvattnas av vattendraget Svenstaån.

## Delavrinningsområde
Lillsjön ingår i det delavrinningsområde (694877-143383) som SMHI kallar för Utloppet av Lillsjön. Medelhöjden är 439 meter över havet och ytan är 5,34 kvadratkilometer. Det finns ett avrinningsområde uppströms, och räknas det in blir den ackumulerade arean 21,17 kvadratkilometer. Svenstaån som avvattnar avrinningsområdet har biflödesordning 2, vilket innebär att vattnet flödar genom totalt 2 vattendrag innan det når havet efter 310 kilometer. Avrinningsområdet består mestadels av skog (36 procent) och sankmarker (52 procent). Avrinningsområdet har 0,52 kvadratkilometer vattenytor vilket ger det en sjöprocent på 9,8 procent.